# Aloe millotii
Aloe millotii é uma espécie de liliopsida do gênero Aloe, pertencente à família Asphodelaceae.